# Годзіашвілі Васо
Васо Годзіашвілі (груз. ვასილ (ვასო) დავითის ძე გოძიაშვილი; *27 листопада 1905, с. Вакірі (нині — в краї Кахетія, Грузія — †30 січня 1976, Тбілісі) — грузинський актор театру та кіно.

## Біографія
Васо Годзіашвілі народився 27 листопада 1905 в селі Вакірі (нині — в краї Кахетія, Грузія) (за іншими джерелами — в Тбілісі).
З 14 років грав естрадні ролі в цирку.
У 1922-1924 навчався в Тифліській драматичної студії Акакія Пагави.
З 1924 по 1930 — актор Грузинського театру імені Шота Руставелі (Тифліс). З 1930 — актор 2-го Державного театру Грузії (нині Тбіліський театр ім. К. Марджанішвілі).
Васо Годзіашвілі — учень К. О. Марджанішвілі і О. В. Ахметелі.
У кіно дебютував в 1932.
Виступав на естраді. У 1939 став лауреатом 1-го Всесоюзного конкурсу естради.
Депутат Верховної Ради Грузинської РСР 4-го і 5-го скликань.
Годзіашвілі помер 30 січня 1976 (за іншими джерелами — 27 грудня) в Тбілісі. Похований в Дідубійському пантеоні.

## Звання та нагороди
- Народний артист Грузинської РСР (1953)
- Народний артист СССР (1958)
- Сталінська премія другого ступеня (1952) — за виконання ролі Зандукелі у виставі «Його зірка» І. О. Мосашвілі, поставлений на сцені Тбіліського театру імені К. Марджанішвілі
- Державна премія Грузинської РСР ім. Ш. Руставелі (1971)
- Орден Леніна
- 2 ордена
- Медалі.

## Творчість

### Ролі в театрі
- 1928 — «Анзор» С. І. Шаншиашвілі — Ахма
- 1930 — «Рогор» К. Р. Каладзе — Беглар
- [1931]] — «Три товстуни» Ю. К. Олеші — Тутті
- 1931 — «Хліб» В. М. Киршона — Квасов
- 1933 — «Затемнення сонця в Грузії» — поручик Чешмаков
- 1934 — «Загибель ескадри» А. Е. Корнійчука — Боцман
- 1936 — «Інші нині часи» А. А. Цагарелі — Аветік
- 1936 — «Овечий джерело» Лопе де Вега — Менго
- 1937 — «Фігаро» Бомарше — Фігаро
- 1941 — «Рюи Блаз» В. Гюго — дон Сезар де Базан
- 1942 — «Цар Іраклій» («На роздоріжжі») Л. П. Готові — цар Іраклій
- 1944 — «Безприданниця» А. Н. Островського — Робінзон
- 1946 — «Маскарад» М. Ю. Лермонтова — Арбенін
- 1946 — «людина він?» По Чавчавадзе — Луарсаб
- 1948 — «Учитель танців» Лопе де Вега — Альдемаро
- 1951 — «Ревізор» Н. В. Гоголя — Хлєстаков
- 1951 — «Його зірка» І. О. Мосашвілі — Зандукелі
- 1952 — «Весняний ранок» В. І. Габескірія — Директор
- 1956 — «Лавина» М. Н. Мревлішвілі — Гега
- 1957 — «Річард III» В. Шекспіра — Річард III
- 1959 — «Тайфун» Цао Юя — Чжоу
- «Цезар і Клеопатра» Б. Шоу — Цезар

## Фільмографія
- 1932 — «Сонячної стежкою»
- 1938 — «Бакинці — більшовик Васо»
- 1948 — «Кето і Коте» — Сико
- 1956 — «Пісня Етері» — дід
- 1958 — «Маяковський починався так …»
- 1965 — «Інші нині часи» — Аветік
- 1969-1970 — «Десниця великого майстра» — католікос Мелкіседек
- 1973 — «Тепле осіннє сонце»